# Keurusselkä
El Keurusselkä es un lago en el centro de Finlandia entre las localidades de Keuruu al norte y Mänttä al sur. Abarca una superficie de 117,3 kilómetros cuadrados (45,3 millas cuadradas). Su profundidad media es de 6,4 m (21 pies) con una profundidad máxima de 40 m (130 pies). La superficie se sitúa a 105,4 m (346 pies) sobre el nivel del mar. El lago tiene unos 27 km (17 millas) de largo y es una parte del sistema de agua Kokemäenjoki. Keurusselkä ganó reconocimiento internacional en 2004, cuando un par de geólogos aficionados descubrió un antiguo cráter de impacto en la orilla occidental del lago.
En 1986, la región de Keurusselkä quedó muy contaminada (70 kBq / m²) por cesio radiactivo, 137
Cs, una de las secuelas del desastre de Chernobyl. En 2003, algunos peces cerca de Mänttä todavía mostraban concentraciones de cesio varias veces mayor que en Olkiluoto y Loviisa, que albergan las plantas nucleares de Finlandia. Esto es debido a la diferencia entre la absorción de cesio entre el agua dulce y agua salobre o salina. Sin embargo, los niveles de concentración son tan pequeños que el comer ese pescado no se considera un riesgo para la salud.